# Georg Völker (Politiker)
Georg Völker (* 16. September 1887 in Verna; † 17. April 1970 ebenda) war ein hessischer Politiker (SPD) und Abgeordneter des Hessischen Landtags.

## Ausbildung und Beruf
Georg Völker war 1918 bis 1922 bei der Bergwerk AG Frielendorf als Schlosser tätig und dort später Betriebsratsvorsitzender. 1927 bis 1933 war er Geschäftsführer des Bergarbeiterverbandes, Geschäftsstelle Kassel. Er wurde 1933 nach der Machtergreifung der Nationalsozialisten entlassen und arbeitete von 1934 bis 1937 als Reisevertreter und von 1937 bis 1945 als Monteur für Nachrichtenanlagen im In- und Ausland.

## Politik
Georg Völker war ab 1908 Mitglied der SPD. Von 1945 bis 1946 war er Vorsitzender der SPD Kreisgruppe Fritzlar-Homberg, später dort Vorstandsmitglied.
Von 1923 bis 1926 war er Bürgermeister von Verna. 
Vom 8. April 1929 bis 1933 war er Mitglied des Kurhessischen Kommunallandtag sowie des Provinziallandtags von Hessen-Nassau. Bis 1933 war er auch Mitglied des Kreistags bzw. des Kreisausschusses des Kreises Homberg.
Nach dem Zweiten Weltkrieg wurde er am 6. April 1945 von der amerikanischen Besatzungsbehörde als Bürgermeister von Verna und am 1. September 1945 auch als Bürgermeister für Allendorf eingesetzt. Nach den ersten freien Kommunalwahlen wurde er in den Kreistag des Landkreises Fritzlar-Homberg gewählt und vom 2. Juni 1946 bis 1948 war er Landrat dieses Landkreises.
Vom 15. Juli 1946 bis zum 30. November 1946 war er Mitglied der Verfassungberatenden Landesversammlung Groß-Hessen und vom 1. Dezember 1946 bis zum 30. November 1954 Mitglied des Hessischen Landtags.
1949 war er Mitglied der 1. Bundesversammlung.

## Ehrungen
- 1953: Verdienstkreuz am Bande der Bundesrepublik Deutschland
- 1968: Verdienstkreuz 1. Klasse der Bundesrepublik Deutschland